# تجزیه رنگ‌سنجی
تجزیه رنگ‌سنجی روشی برای تشخیص غلظت یک عنصر یا ترکیب شیمیایی با کمک واکنش رنگ در یک محلول است. تجزیه رنگ‌سنجی هم در شیمی آلی و هم در شیمی معدنی کاربرد دارد و ممکن است با یا بدون مرحله ی آنزیم باشد. این روش بیشتر در علوم آزمایشگاهی و در اهداف صنعتی در کارهایی مانند بهبود کیفیت آب کاربرد دارد.

## ابزار
از جمله ابزارهای مورد نیاز این کار عبارتند از: رنگ‌سنج، cuvette و چند واکنشگر ناب رنگی. فرایند می‌تواند به صورت خودکار با استفاده از اتوآنالایزر صورت گیرد یا به صورت تحلیل تزریق جریان صورت گیرد.

## روش‌های آنزیمی

### نمونه‌ها
کلسیم
کلسیم + کمپلکس اُ-کرسولفتالئین کمپلکسون ----> کمپلکس رنگی
مس
مس + باتوکوپروئین دی سولفونات ----> کمپلکس رنگی

## روش‌های آنزیمی
روش‌های آنزیمی بیشتر در علوم آزمایشگاهی کاربرد دارند. در اینجا آنزیم نقش یک فروکافت را دارد. آنزیم برای یک بستر خاص، مشخص است از این رو نتایج معمولاً دقیق تر است. تحلیل‌های آنزیمی معمولاً در یک محلول بافر و در دمای مشخص (معمولاً ۳۷ درجهٔ سانتیگراد) بهترین نتیجه را می‌دهند.

### نمونه
کلسترول (روش CHOD-PAP)
1. کلسترول + اکسیژن -- (آنزیم کلسترول اکسیدیز) --> کلستنون + هیدروژن پراکسید
2. هیدروژن پراکسید + ۴-آمینوفنازون + فنول -- (آنزیم پروکسیدیز) --> کمپلکس رنگی + آب

## روش فرابنفش
در روش فرابنفش هیچ تغییر رنگ قابل مشاهده با چشمی وجود ندارد اما پایه‌های روش مانند گذشته‌است. در روش فرابنفش معمولاً تفاوت میزان جذب میان نیکوتین‌آمید آدنین دی‌نوکلئوتید (NAD) و فرم کاهش یافتهٔ آن (NADH)، در طول موج ۳۴۰ نانومتر اندازه‌گیری می‌شود.